# Landkreis Krakau

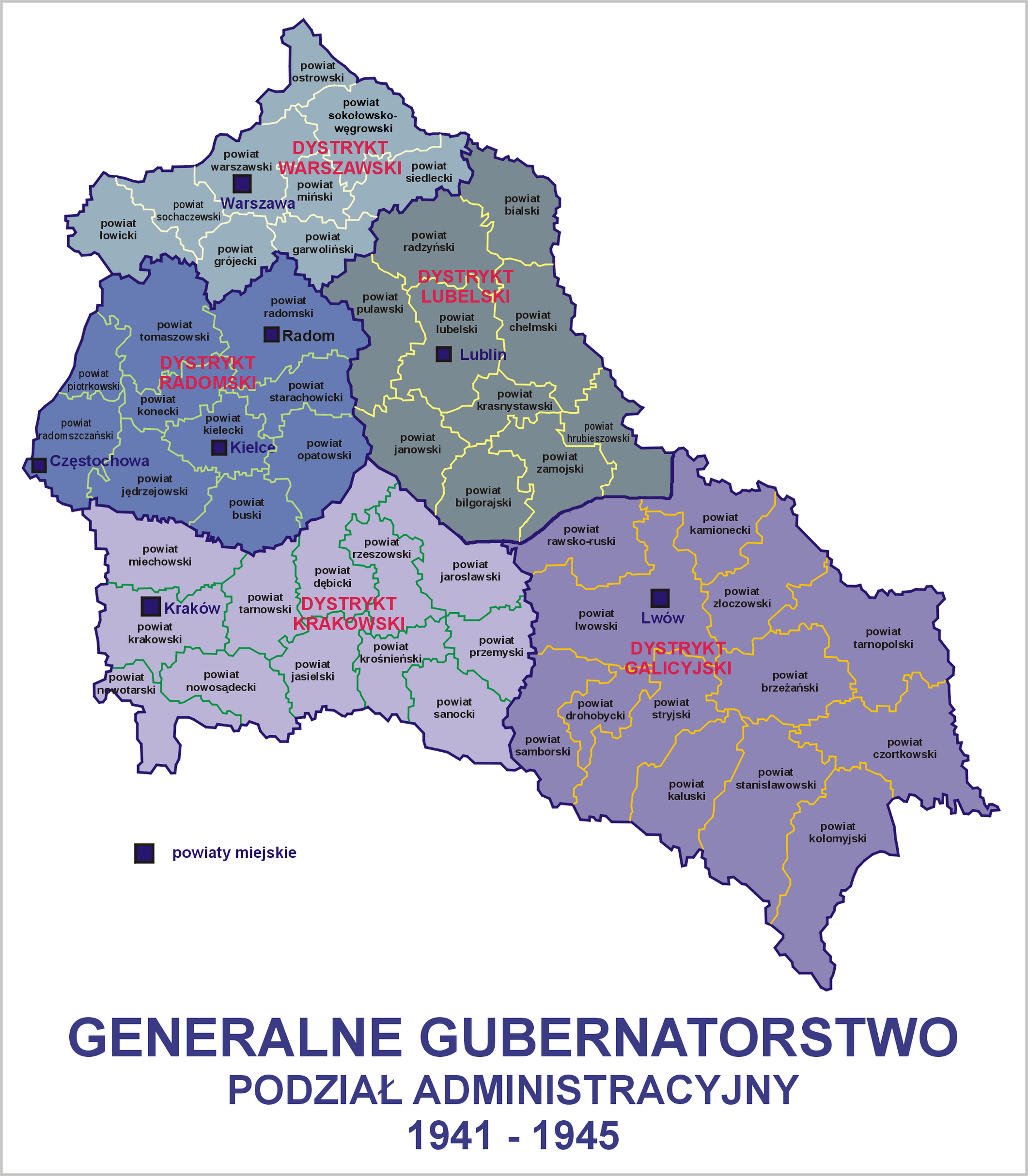
Powiat Krakau-Land na mapie Generalnego Gubernatorstwa

Powiat Krakau-Land (niem. Landkreis Krakau, Kreishauptmannschaft Krakau-Land, pol. powiat ziemski krakowski) – jednostka administracyjna samorządu terytorialnego dystryktu krakowskiego w Generalnym Gubernatorstwie.
Powiat ziemski krakowski niemieckich władz okupacyjnych funkcjonował od 26 października 1939 do 18 stycznia 1945. Siedzibą władz powiatu oraz starostwa był Kraków, który sam stanowił miasto wydzielone (powiat grodzki) – tzw. Kreisfreie Stadt (Stadtkreis) i jednocześnie stolicę Generalnego Gubernatorstwa. Powiat obejmował także przedwojenny powiat bocheński. W Bochni urzędował komisarz.